# Махоумс, Патрик
Патрик Лэвон Махоумс II (англ. Patrick Lavon Mahomes II, род. 17 сентября 1995 года) — игрок в американский футбол, квотербек команды «Канзас-Сити Чифс», выступающей в Национальной футбольной лиге (НФЛ).

## Биография

### Юные годы
Махоумс — сын бывшего питчера, игравшего в Главной Лиге Бейсбола (MLB) Пэта Махоумса (англ. Pat Mahomes). Выступал за Техасский Технологический Университет, играя в бейсбол и американский футбол. В третий год обучения и выступления за Texas Tech, среди всех игроков NCAA Division I FBS он лидировал в нескольких статистических категориях, включая пасовые ярды (5,052 ярда) и пасовые тачдауны (53 тачдауна). После этого сезона он выдвинул свою кандидатуру на Драфт НФЛ 2017, где был выбран под десятым общим номером.

### Карьера в НФЛ

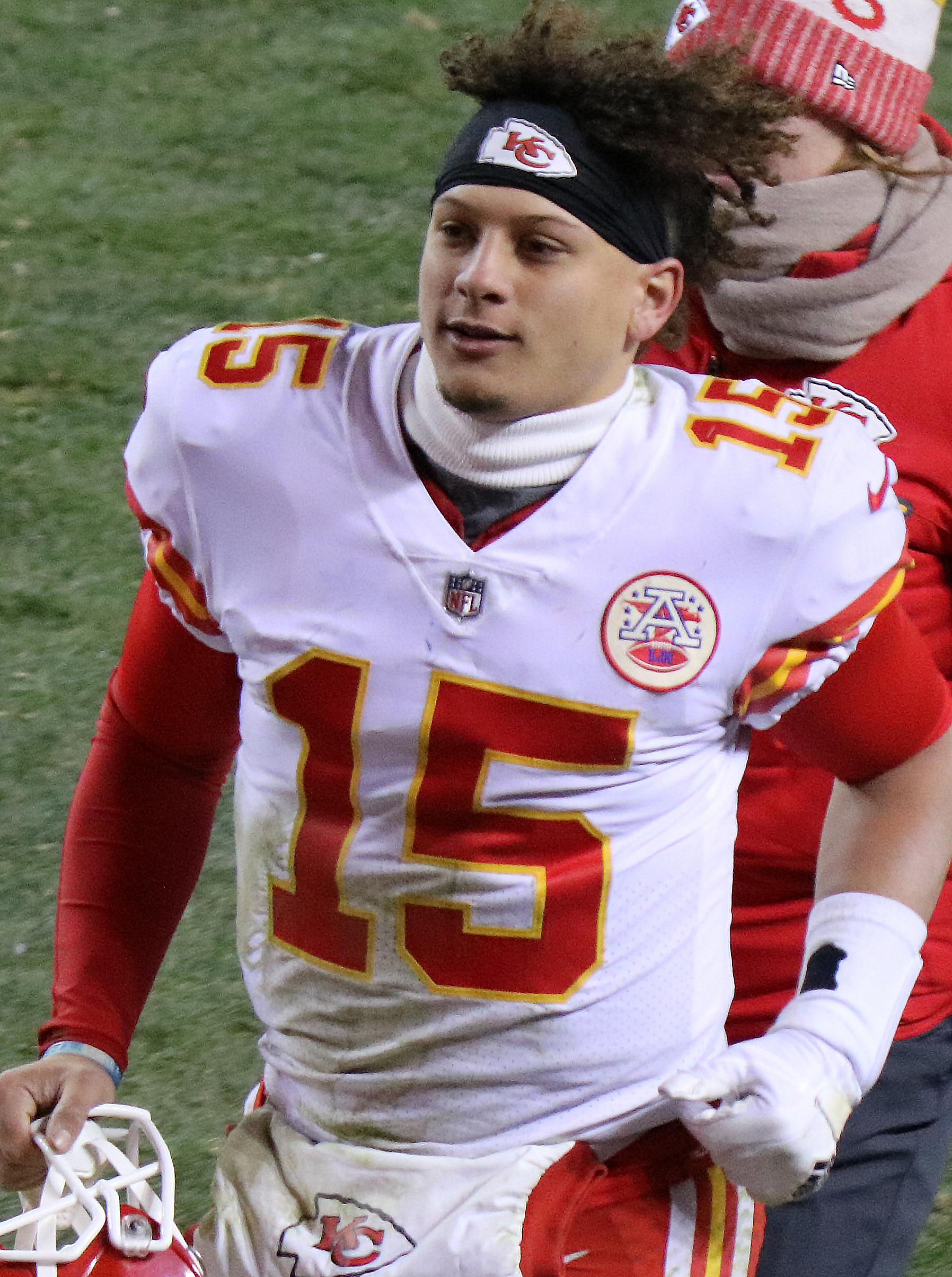
2017 год

Свой первый сезон Махоумс провел в качестве запасного для Алекса Смита. В следующем сезоне, после обмена Смита в «Вашингтон Редскинз», Махоумс был назван стартером. В том сезоне Махоумс суммарно отдал пасов на 5097 ярдов, 50 тачдаунов и 12 перехватов. Он стал единственным квотербеком в истории, который бросил больше 5000 ярдов за сезон как в колледже, так и НФЛ. Он также повторил достижение Пейтона Мэннинга бросив 50 тачдаунов и 5000 ярдов за сезон. За такие достижения в свой первый сезон будучи стартовым квотербеком Махоумса выбрали в Pro Bowl, первую команду All-Pro, а также назвали игроком года в нападении НФЛ (NFL Offensive Player of the Year) и Самым ценным игроком НФЛ (NFL Most Valuable Player).
В плей-офф НФЛ сезона 2019/20 Махоумс вывел «Чифс» в Супербоул LIV, их первое появление в Супербоуле за 50 лет, где они обыграли «Сан-Франциско Форти Найнерс» принеся «Канзас-Сити» их первую победу с 1970 года. По итогу матча Махоумс был назван Самым ценным игроком Супербоула (Super Bowl Most Valuable Player), а также стал самым молодым обладателем этой награды.
6 июля 2020 года, подписав 10-тний контракт на сумму $477 млн с перспективой надбавок до общей суммы $503 млн, сменил Майка Траута в качестве самого высокооплачиваемого спортсмена в истории по сумме индивидуального контракта.
12 февраля 2023 года Махоумс был признан самым ценным игроком Супербоула LVII, в котором «Чифс» обыграли команду «Филадельфия Иглз» со счётом 38-35. За игру Махоумс набрал: 235 ярдов и 2 тачдауна
За свои усилия он был награждён вторым MVP Суперкубка в карьере. Махоумс также закончил сезон как самый ценный игрок и стал лидером лиги как по пасовым ярдам, так и по пасовым приземлениям, став первым игроком в истории НФЛ, совершившим все четыре подвига за сезон. В XXI веке ни один самый ценный игрок регулярного сезона не выигрывал Супербоул, Махоумс стал первый.

## Рекорды НФЛ
- Больше всего брошенных тачдаунов за первые две игры сезона: 10
- Больше всего брошенных тачдаунов за первые три игры сезона: 13
- Больше всего брошенных тачдаунов за первые три игры в карьере: 10
- Больше всего брошенных тачдаунов за первые восемь игр в карьере: 22
- Самый молодой квотербек бросивший шесть тачдаунов за игру: 22 года, 364 дня
- Больше всего выездных игр подряд с как минимум тремя брошенными тачдаунами: 7
- Первый игрок бросивший более 3,000 ярдов за первые десять игр: 3,185
- Больше всего игр подряд с 300 или более пасовыми ярдами: 8 (повтор достижения)
- Быстрее всех набрал 4,000 пасовых ярда и 40+ тачдаунов: 13 игр
- Быстрее всех набрал 7,500 пасовых ярдов в карьере: 24 игры
- Быстрее всех набрал 10,000 пасовых ярдов в карьере: 34 игры
- Быстрее всех набрал 15,000 пасовых ярдов в карьере: 49 игр
- Быстрее всех набрал 20,000 пасовых ярдов в карьере: 67 игр
- Быстрее всех набрал 100 пасовых тачдаунов в карьере: 40 игр
- Пасовых тачдаунов в постсезоне: 11 (повтор достижения)
- Суммарных тачдаунов в постсезоне: 12
- Карьерный рейтинг квотербека (минимум 1,500 попыток паса): 105.7
- Суммарное количество ярдов за сезон: 5,608 (2022)

### Рекорды Канзас Сити Чифс
- Больше всего брошенных тачдаунов за игру: 6 (повторил достижение Лэна Доусона)
- Больше всего брошенных тачдаунов за сезон: 50 (2018)
- Пасовых ярдов в игре плей-офф: 404 (2021-2022)
- Больше всего пасовых ярдов за сезон: 5,250 (2022)
- Попыток паса за игру: 68 (2022)
- Успешных попыток паса за игру: 43 (2022)
- Карьерные тачдауны бегом для квотербэка: 12

*По состоянию на конец сезона 2022

## Личная жизнь
1 сентября 2020 года Махоумс сделал предложение Бриттани Мэтьюз, своей школьной возлюбленной, в номере на стадионе «Эрроухед», в день, когда Махоумс получил кольцо чемпиона Суперкубка. У Мэтьюз была короткая профессиональная футбольная карьера, она выступала за UMF Afturelding, а затем она стала сертифицированным личным тренером. Она также является совладельцем женской профессиональной футбольной команды Kansas City Current. Махоумс и Мэтьюз живут в Канзас-Сити, штат Миссури.  29 сентября 2020 года пара объявила, что ждет первого совместного ребёнка, девочку. Их дочь родилась 20 февраля 2021 года. Пара поженилась 12 марта 2022 года на Гавайях.  29 мая 2022 года пара объявила, что ждет второго ребёнка, мальчика.
Отец Махоумса Пэт – бывший питчер Высшей лиги бейсбола.  Махоумс — крестный сын бывшего питчера Высшей лиги Латроя Хокинса, который был товарищем по команде его отца в «Миннесотских близнецах».  У него также есть младший брат Джексон, известная интернет-знаменитость.
Махоумс – христианин.  Его мать сказала, что он нашёл свою веру, когда учился в средней школе, где он был связан с молодёжной группой в своей церкви.

## Спорт и увлечения вне футбола
В рамках своего контракта с «Чифс» Махоумс согласился прекратить играть в стритбол среди других видов спорта и занятий, чтобы избежать риска получения травмы. Он заядлый геймер, в основном играющий в онлайн-серию видеоигр Call of Duty.  Однако он признал, что не играет в Madden NFL, несмотря на то, что дважды появлялся на обложке игр.
Махоумс играет в гольф в межсезонье. Он участвовал в нескольких турнирах знаменитостей, в том числе в чемпионате American Century Championship с 2020 года. Он участвовал в выпуске The Match 2022 года вместе с Джошем Алленом, проиграв Тому Брэди и Аарону Роджерсу.